# Sphecomimax
Sphecomimax är ett släkte av fjärilar. Sphecomimax ingår i familjen björnspinnare.
Kladogram enligt Catalogue of Life:
| Sphecomimax | \| \| Sphecomimax albocoxalis \| \| \| \| \| \| Sphecomimax aurifera \| \| \| \| |
|             | \| \| Sphecomimax albocoxalis \| \| \| \| \| \| Sphecomimax aurifera \| \| \| \| |
|             | Sphecomimax albocoxalis                                                          |
|             |                                                                                  |
|             | Sphecomimax aurifera                                                             |
|             |                                                                                  |